# Andrena nasica
Andrena nasica är en biart som beskrevs av Lebedev 1933. Andrena nasica ingår i släktet sandbin, och familjen grävbin. Inga underarter finns listade i Catalogue of Life.